# A501高速公路
A501高速公路是法国的一条高速公路，始于欧巴涅，终于欧巴涅，与A50和A52高速相连。A501主要经过欧巴涅等城镇，全线均位于普罗旺斯-阿尔卑斯-蔚蓝海岸。该高速是A50的延伸。